# Lu Yunxiu
Lu Yunxiu (chinesisch 卢云秀; * 6. September 1996 in Zhangzhou) ist eine chinesische Windsurferin.

## Erfolge
Lu Yunxiu nahm an den 2021 ausgetragenen Olympischen Spielen 2020 in Tokio teil, bei denen ihr im Windsurfen als Führende mit 30 Punkten im abschließenden Medal Race schließlich ein dritter Platz reichte, um die Goldmedaille zu gewinnen. Mit 36 Gesamtpunkten wurde sie vor Charline Picon aus Frankreich und der Britin Emma Wilson, die beide 38 Punkte erzielten, Olympiasiegerin.
Bei Weltmeisterschaften sicherte sie sich zunächst 2017 in Enoshima und 2018 in Aarhus jeweils die Bronzemedaille, ehe ihr 2019 in Nago-Torbole erstmals der Titelgewinn gelang.